# HMA No. 1
Pour les articles homonymes, voir HMA.
Le HMA No. 1 (HMA : Her Majesty Airship, « dirigeable de Sa Majesté » no 1), appelé aussi le Mayfly, fut le premier grand ballon dirigeable construit pour la marine de guerre britannique, à l'imitation des zeppelins de la marine allemande. Construit en 1911, il s'est cassé lors des premiers essais et le projet fut abandonné au profit de l'aviation.

## Conception
En 1910, le gouvernement britannique s'était engagé dans une voie similaire à celle de l'Allemagne : l'équipe de conception travaillait sur un concept correspondant aux zeppelins de l'époque. Il était initialement prévu que le dirigeable soit utilisé pour de la reconnaissance au-dessus de la mer. Celui-ci devait pouvoir porter un équipage de 26 hommes et monter jusqu’à 5 400 pieds d'altitude avec une endurance de douze heures et demie.
Les dessins étaient déjà en cours de soumission quand le 7 mai 1909 la construction a été confiée à la société Vickers. Le contrat initial prévoyait la construction d'un dirigeable pour 35 000 livres sterling, mais Vickers a conseillé de le construire pour 28 000 £ sans sacs à gaz en peau de daim et couverture extérieure en peau vernie ; l'Amirauté étant tenue de fournir des entrepreneurs pour ce travail. La structure rigide intérieure devait être en poutrelle de duralumin, l'enveloppe contenant dix-sept ballons gonflés à l'hydrogène. Les nacelles portaient deux moteurs V8 à essence Wolseley de 147 chevaux, propulsant chacun deux hélices.
Vickers a également demandé s'ils pouvaient construire un hangar de construction, sans frais pour la Couronne, afin qu'ils puissent avoir un monopole de dix ans sur la construction des dirigeables comme ils l'ont fait avec l'accord pour les sous-marins qu'ils avaient avec la Couronne. Le 7 mai, le contrat a été attribué, mais la clause de monopole de dix ans a été refusée.

## Construction

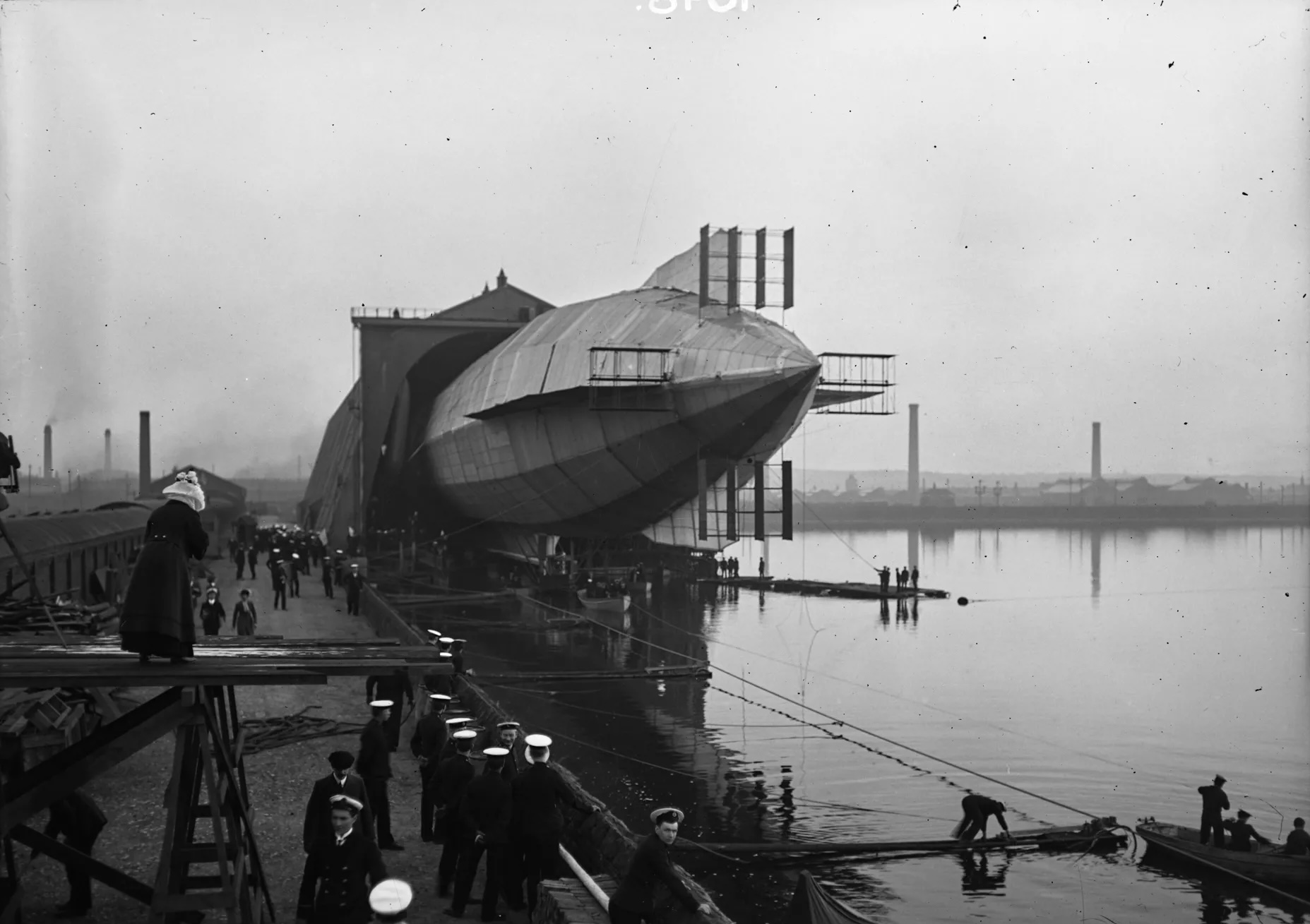
HMA No.1 à son amarrage en septembre 1911.

Il a été conçu et construit par Vickers, Sons et Maxim à Barrow-in-Furness en tant que dirigeable pour la Royal Navy. C'était le premier dirigeable rigide britannique à être construit avec une tentative directe de rivaliser avec le programme de dirigeable allemand. Souvent appelé Mayfly, un surnom donné par le pont inférieur (c'est-à-dire les hommes d'équipage, pas les officiers), il est aussi appelé HMA Hermione parce que le contingent de marins qui lui a été affecté venait du croiseur HMS Hermione (en). 
Le hangar de construction a été conçu par Vickers. Il contenait un flotteur sur lequel la construction du dirigeable avait lieu et qui pouvait être sortie du hangar avec le dirigeable. À partir de 1909, les travaux devaient être achevés et le navire livré deux mois plus tard, mais des problèmes sont survenus en enfonçant les pieux dans le plancher du quai. Par conséquent, le hangar n'a été achevé qu'en juin 1910, date à laquelle la construction proprement dite du HMA n° 1 a pu commencer.
En prévision de l'achèvement du Mayfly, la formation des équipages commença le 25 février 1910, couvrant des compétences importantes telles que le travail sur le tissu caoutchouté (mené aux ateliers Short Brothers à Battersea), l'instruction sur les moteurs à essence (aux ateliers Vickers), ainsi que la formation sur les signaux, l'aéronautique et la météorologie.

## Catastrophe lors des essais

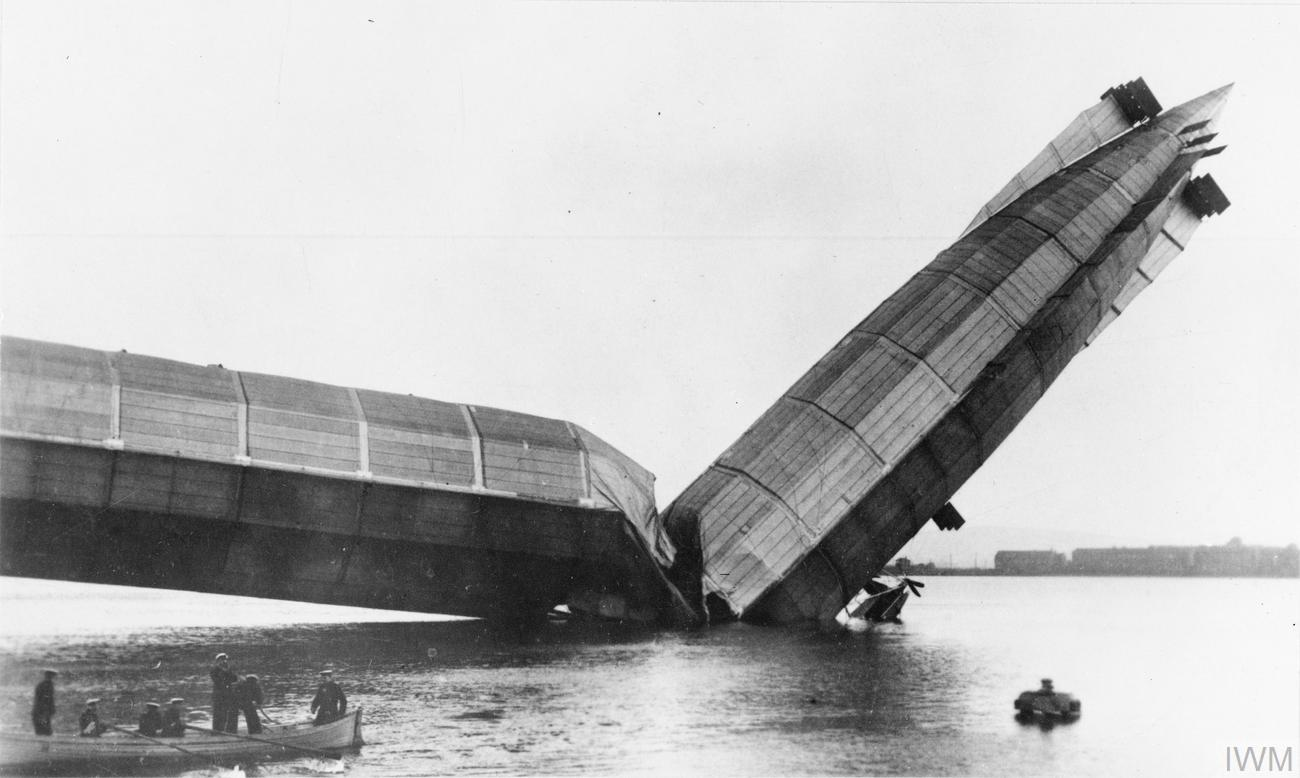
Le HMA No.1, après s'être cassé.

Quand il a été déplacé de son hangar du Cavendish Dock (en) (dans le port de Barrow) pour des essais complets le 24 septembre 1911, il s'est cassé en deux en raison des vents violents avant qu'il puisse tenter son premier vol. Bien que le Mayfly n'ait jamais volé, sa brève carrière a fourni une formation précieuse et des données expérimentales aux équipages et aux concepteurs de dirigeables britanniques.
À l'abri, un système amélioré a été conçu pour retirer le Mayfly du hangar. Il s'agissait d'une série de treuils électriques qui pouvaient l'évacuer doucement, même par temps venteux. Le 24 septembre 1911, il fut décidé de déplacer le Mayfly du hangar pour des essais complets. Juste au moment où le nez franchissait la porte du hangar, il s'est cassé en deux. À ce moment-là, le centre a commencé à s'élever et l'équipage de la nacelle arrière a plongé par-dessus bord, ce qui a fait monter la poupe. Les dommages subséquents ont été causés par un câble de renfort sur le dessus de la coque, qui s'est maintenu rapidement, causant de graves dommages à plusieurs châssis lorsque la coque a été déplacée par le vent. Il n'y a pas eu de décès.

## Conséquences
Winston Churchill, alors premier Lord de l'Amirauté, rejetait généralement les dirigeables, préférant le développement des plus lourds que l'air, les avions. En conséquence, aucune tentative n'a été faite pour réparer le Mayfly et il a été laissé pourrir dans son hangar.
Churchill a fait plus tard la déclaration suivante à la Chambre des communes le 26 mars 1913 : « Au total, comparé aux autres marines, le service d'avion britannique a très bien commencé ... J'ai un compte moins satisfaisant à donner des dirigeables. L'accident qui détruisit le May-fly, ou le Will Not Fly, comme il serait plus exact de l'appeler à Barrow, fut un sérieux revers pour le développement de la politique de l'Amirauté dans les dirigeables ». Et le 31 mars 1913, Sir Bolton Eyres-Monsell (qui deviendra plus tard premier Lord de l'Amirauté) a fait le commentaire suivant concernant le destin du Mayfly et le manque de dirigeables britanniques : « Le May-fly a cassé Il y a trois ans, et rien n'a été fait depuis. Dans les dirigeables non rigides, l'Allemagne en a dix-sept et, contre cela, nous en avons deux très inférieurs, mais nous ne faisons rien à cet égard. »
Bien qu'il n'ait jamais volé, la brève carrière du Mayfly a fourni une précieuse expérience technique aux concepteurs de dirigeables britanniques.